# Callicebus vieira
A Callicebus vieirai („Vieirai kabócamajma”) az újvilági majmok közé tartozó kabócamajmok Közép-Észak-Brazíliában őshonos faja. A fajt Parában és Mato Grosso állam északi részén, három különböző területen találták meg, a Teles Pires és a Rio Iriri folyók mentén. A holotípust trópusi örökzöld esőerdőben lelték fel, liánok, többnyire közepes (20 m) és néhány nagyobb méretű (30–35 m) fa környezetében, relatíve sűrű aljnövényzetben.

## Rendszertan
A C. vieirai a sátánmajomfélék családjának kabócamajmok alcsaládjába, a Callicebus nembe Callicebus  alnemébe, azon belül a C. moloch csoportba tartozó, 2012-ben leírt majomfaj. A C. moloch csoport többi fajától a sötét arcát körülvevő fehér szőrzet különbözteti meg. A majmot két folyó által közrezárt területen találták meg, így valószínűsíthető, hogy a folyók és mellékágaik természetes akadályt képezve segítették elő a faj kialakulását.

## Etimológia
A Callicebus vieirai specifikus nevét Carlos Octaviano da Cunha Vieira professzor (1897‑1958), brazil mammalógus, a São Pauló-i Egyetem Állattani Múzeumának Emlősgyűjteményének (MZUSP) korábbi kurátoráról kapta.